# Shahrestān di Langrud
Lo shahrestān di Langrud (farsi شهرستان لنگرود) è uno dei 16 shahrestān della provincia di Gilan, in Iran. Il capoluogo è Langrud (Langerud). Lo shahrestān è suddiviso in 3 circoscrizioni (bakhsh): 
- Centrale (بخش مرکزی)
- Ataghoor (بخش اطاقور)
- Kvomleh (بخش کومله), con la città di Kvomleh.